# Nymboida River
Der Nymboida River ist ein Fluss im Nordosten des australischen Bundesstaates New South Wales.

## Geographie
Die Quelle liegt westlich von Dorrigo im New-England-Nationalpark in der Nähe des Barren Mountain in der Cunnawarra Range. Von dort fließt der Fluss nach Norden, quert den Waterfall Way (Verbindungsstraße Coffs Harbour–Armidale), durchfließt den Nymboi-Binderay-Nationalpark, quert die Verbindungsstraße Grafton–Armidale in Nymboida und mündet schließlich im Nymboida-Nationalpark in den Mann River.

### Nebenflüsse mit Mündungshöhen
Nebenflüsse des Nymboida River sind:
- Allans Water – 882 m
- Deer Park River – 865 m
- Little Murray River – 553 m
- Bielsdown River – 476 m
- Wild Cattle Creek – 435 m
- Blicks River – 419 m
- Little Nymboida River – 250 m
- Clouds Creek – 194 m
- Boyd River – 161 m

## Freizeitaktivitäten
Der Fluss ist bei Wildwasser-Kajakfahrern beliebt.